# 1818
1818 (MDCCCXVIII) je bilo navadno leto, ki se je po gregorijanskem koledarju začelo na četrtek, po 12 dni počasnejšem julijanskem koledarju pa na torek.

## Dogodki
- 12. februar - Čile postane neodvisna država

## Rojstva
- 11. marec - Henri Sainte-Claire Deville, francoski kemik  († 1881)
- 18. april - Jurij Flajšman, slovenski skladatelj († 1874)
- 5. maj - Karl Marx, nemški politični filozof in ekonomist († 1883)
- 1. avgust - Maria Mitchell, ameriška astronomka († 1889)
- 21. november - Lewis Henry Morgan, ameriški antropolog, etnolog († 1881)
- 24. december - James Prescott Joule, angleški fizik († 1889)

## Smrti
- 5. februar - Karel XIII. Švedski (* 1748)